# Trichomycterus immaculatus
Trichomycterus immaculatus är en fiskart som först beskrevs av Eigenmann och Eigenmann, 1889.  Trichomycterus immaculatus ingår i släktet Trichomycterus och familjen Trichomycteridae. Inga underarter finns listade i Catalogue of Life.